# Byggkasino
Byggkasino („Bau-Casino“) ist eine schwedische Entwicklung des alten englischen Kartenspiels Cassino. Wie bei diesem ist es das Ziel vom Byggkasino, Karten auf dem Tisch zu erfassen, indem sie mit Karten in der Hand auf entsprechende numerische Werte abgestimmt werden.
Der große Unterschied zwischen den beiden Spielen besteht darin, dass beim Byggkasino zusätzlich zu den Möglichkeiten, Karten aufzunehmen (durch paaren oder kombinieren) oder eine Karte auf dem Tisch, auch die Möglichkeit haben, „aufzubauen“, was bedeutet, dass Sie gemäß bestimmten Regeln eine Kombination einer Handkarte mit einer oder mehreren Tischkarten bilden können. Die resultierende Kartenkombination hat einen neuen festen numerischen Wert, der die Summe der Karte darin ist. Die Absicht ist, dass Sie diese Karten beim nächsten Mal mit nach Hause nehmen sollten. Somit ähnelt das Spiel Norddeutsch Zwicker.
Die Spieler erhalten Punkte für eingenommenen Karten und folgen weitgehend den gleichen Regeln wie im Casino.